# هشتراک
هشتراک، روستایی از توابع بخش کوهسار و در شهرستان سلماس استان آذربایجان غربی ایران است. مردم این روستا کرد زبان می‌باشند و اقتصاد آن برپایه دامداری سنتی و می‌باشد و به علت کوهستانی بودن و سنگلاخی بودن کشاورزی در آن از رونق کمی برخوردار است. به علت هم‌مرز بودن با کشور ترکیه می‌توانست جایگاه خوبی از لحاظ اقتصاد داد و ستد کالاها داشته باشد ولی توجه چندانی به این مقوله مبذول نگردیده و همچنان از لحاظ سرانه آموزشی و راه و امکانات درمانی محروم بوده؛ چنانچه آموزش فقط شش ساله دوره ابتدایی را شامل می‌شود، مردمان آن به علت بی امکاناتی توانایی ادامه تحصیل تا مقاطع بالاتر را ندارند. مردمان کرد زبان از طایفه دلان و بوتان در آن زندگی می‌کنند.

## جمعیت
این روستا در دهستان شپیران قرار داشته و بر اساس سرشماری سال ۱۳۸۵ جمعیت آن ۵۷۹ نفر (۱۱۵ خانوار) بوده‌است.